# IC 1664
IC 1664 је двојна звијезда у сазвјежђу Тукан која се налази на листи објеката дубоког неба у Индекс каталогу.
Деклинација објекта је - 69° 48' 42" а ректасцензија 1h 14m 18,5s.